# 韦辞
韦辞（773年—830年），字践之，唐朝官员，京兆万年县（今陕西省西安市）人，出自京兆韦氏东眷南皮公房，祖父韦召卿，官至洛阳丞。父亲韦翃，官至侍御史。
韦辞年轻时以两经擢第，判入等，担任秘书省校书郎。唐德宗贞元末年，东都留守韦夏卿征辟他为从事。作为节度使府的辅佐官，以参与谋划著称。唐宪宗元和九年（814年），自蓝田令入拜侍御史，因事贬为朗州刺史，再贬江州司马。唐穆宗长庆初年，韦处厚、路随知韦辞有文学理行，推荐韦辞为户部员外，转任刑部郎中，充京西北和籴使。后来担任户部郎中、兼御史中丞，充盐铁副使，转任吏部郎中。唐文宗即位，韦处厚执政，以韦辞与李翱同拜中书舍人。韦辞与李翱擅文学高名，倦于润色文章，以求外任。于是外放为潭州刺史、御史中丞、湖南观察使。在湖南二年，吏民称治。大和四年（830年）去世，时年五十八岁，赠右散骑常侍。

## 延伸阅读
[在维基数据编辑]
 在维基文库阅读此作者作品
 《舊唐書/卷160》，出自刘昫《舊唐書》